# Augsburg (huyện)
Augsburg là một huyện ở bang Bayern, Đức. Huyện này giáp các huyện (từ phía đông theo chiều kim đồng hồ): Thành phố Augsburg và các huyện Aichach-Friedberg, Landsberg, Ostallgäu, Unterallgäu, Günzburg, Dillingen và Donau-Ries. Thành phố Augsburg không thuộc huyện này nhưng lại là huyện lỵ.
Huyện Augsburg đã được lập năm 1972 thông qua việc sáp nhập các huyện cũ Augsburg và Schwabmünchen và một số khu vực của các huyện lân cận.

## Thị xã và đô thị
| Thị xã                                                                             | Phố thị | Đô thị |
| ---------------------------------------------------------------------------------- | --- | --- |
| 1. Bobingen 2. Gersthofen 3. Königsbrunn 4. Neusäß 5. Schwabmünchen 6. Stadtbergen | 1. Biberbach 2. Diedorf 3. Dinkelscherben 4. Fischach 5. Meitingen 6. Thierhaupten 7. Welden 8. Zusmarshausen | 1. Adelsried 2. Allmannshofen 3. Altenmünster 4. Aystetten 5. Bonstetten 6. Ehingen 7. Ellgau 8. Emersacker 9. Fleinhausen 10. Gablingen 11. Gessertshausen 12. Graben 13. Großaitingen 14. Heretsried 15. Hiltenfingen 16. Horgau 17. Kleinaitingen 18. Klosterlechfeld 19. Kühlenthal 20. Kutzenhausen 21. Langenneufnach 22. Langerringen 23. Langweid am Lech 24. Mickhausen 25. Mittelneufnach 26. Nordendorf 27. Oberottmarshausen 28. Scherstetten 29. Untermeitingen 30. Ustersbach 31. Walkertshofen 32. Wehringen 33. Westendorf |